# Kaple svaté Anny (Pivonice)
Kaple svaté Anny je malá sakrální stavba ve vsi Pivonice, místní části města Bystřice nad Pernštejnem. Je chráněna jako kulturní památka České republiky.

## Historie
Pivonice vznikly původně jako podhradní osada hradu Zubštejna. V 15. století zde vznikla malá kaplová stavba, sloužící zřejmě primárně jako zvonice. Po třicetileté válce byla kaple opravena, přičemž částečně bylo druhotně využito zdivo ze Zubštejna, který již byl ruinou. V roce 1755 podal bystřický farář František Dinter žádost na konzistoř, aby mohla být kaple znovu rozšířena. Již roku 1832 však byl stav kaple shledán jako zanedbaný. Dokonce do té míry, že hrozilo její zřícení. Byl vypracován projekt na razantní přestavbu kaple, který však byl realizován z důvodu finanční náročnosti jen v redukované podobě.

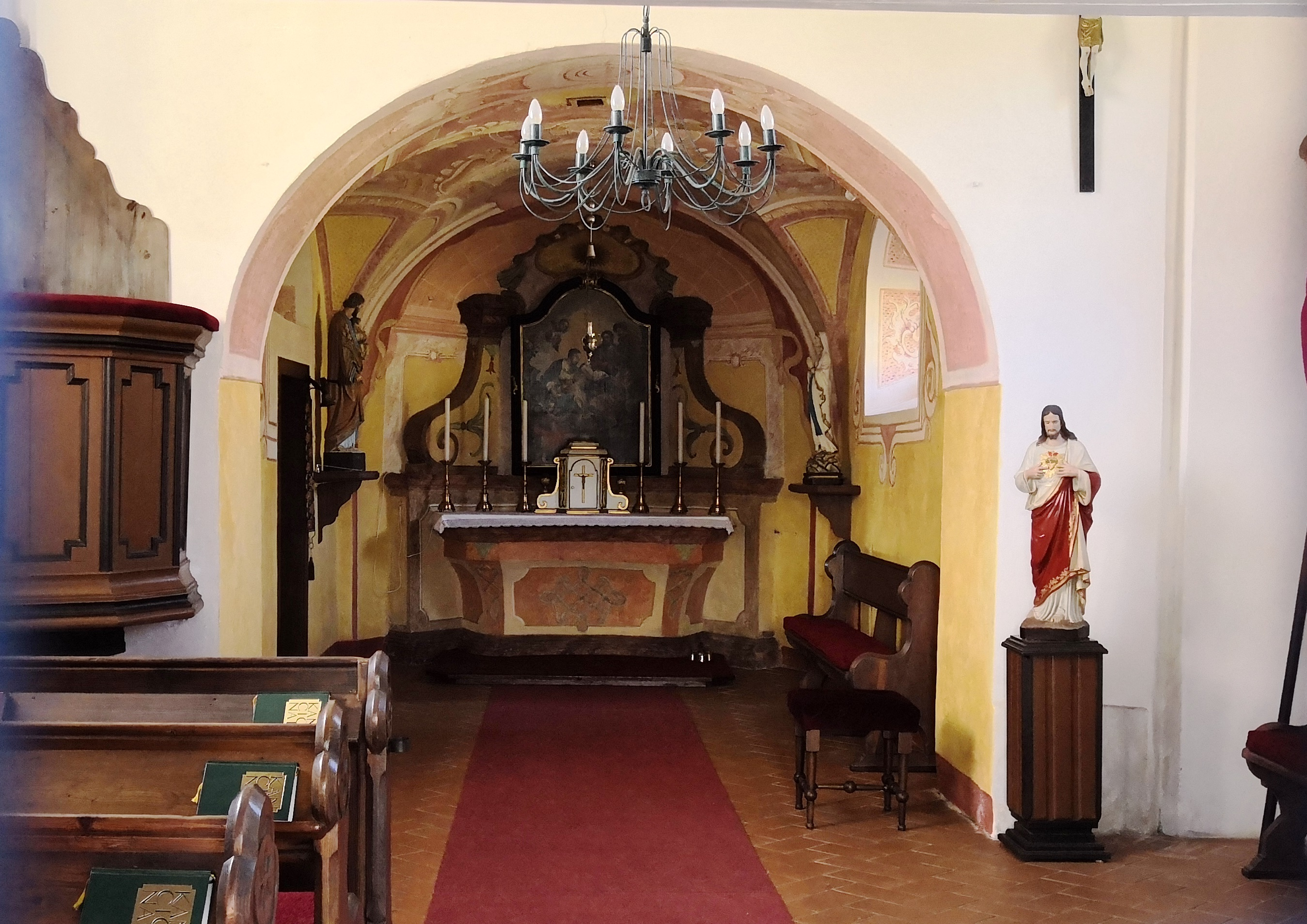
Interiér kaple.

V roce 1995 začala další rekonstrukce kaple, při které byla objevena zabílená pozoruhodná malířská výzdoba v rokokovém stylu (zřejmě z doby rekonstrukce za faráře Františka Dintera), která byla následně v interiéru kaple přiznána a obnovena. Dalším nálezem v této době byly zbytky keramiky, určené do 15. století. Rekonstrukce byla dovršena v roce 2001. Další rekonstrukce pak proběhla v letech 2003 – 2010.

## Stavební podoba
Kaple je neorientovaná volně stojící obdélná stavba prostého zevnějšku. Má užší, trojboce zakončený presbytář, nad kterým je vztyčena sanktusová věžička s cibulovitou střechou. Presbytář má v interiéru v důsledku barokní přestavby poněkud jiné tvarování, než na venkovní straně. V presbytáři je dochována rokoková výmalba, převážně laděná do žluté barvy. Z levé strany přiléhá k presbytáři malá sakristie.